# Кетали
Кета́ли — подкласс ацеталей, простые эфиры общей формулы R—C(R¹)(OR²)(OR³), где R¹, R² и R³— углеводородные радикалы: CH3, C2H5 и др., формально являющиеся производными кетонов, в которых оксогруппа замещена двумя алкил- или арилоксигруппами. Если один из R² или R³ представляет собой атом водорода, то данное соединение называют полукеталем.
Аналогичные производные альдегидов называют ацеталями.